# Makroorchidie
Die Makroorchidie, von altgriechisch μακρος makros, deutsch ‚groß, weit‘ und altgr. ὄρχις orchis, deutsch ‚Hoden‘, bezeichnet eine von der Norm abweichende Vergrößerung beider Hoden.
Das Hodenvolumen ist auf mindestens das Zweifache der altersbezogenen Norm vermehrt.
Synonyme sind: Makroorchismus; Makroorchidismus

## Ursachen
Als Ursache kommen hauptsächlich Erbkrankheiten, insbesondere das Fragile X-Syndrom infrage.
Weitere Syndrome mit Makroorchidie sind:
- Aromatase-Mangel[3]
- Aspartylglukosaminurie
- Atkin-Flaitz-Syndrom
- Carney-Komplex Typ 1 mit gehäuftem Auftreten von Hodentumoren
- Clark-Baraitser-Syndrom[4]
- IGSF1-Mangelsyndrom, Synonym: X-chromosomale kongenitale zentrale Hypothyreose mit spät beginnender Makroorchidie
- Johnson-Syndrom
- Lindsay-Burn-Syndrom
- Mental retardation, X-linked 14[5]

Außerdem kann eine Hodenvergrößerung auch bei erworbenen Krankheiten auftreten wie länger bestehender Primärer Hypothyreoidismus, Angeborener Nebennierenrindenhyperplasie, Follikelstimulierendes Hormon produzierendem Hypophysenadenom.